# مگس‌ریزه کوهستان
مگس‌ریزه کوهستان (نام علمی: Culicoides impunctatus) نام یک گونه از تیره پشه‌های نیش‌دار است.